# The Big Job
The Big Job är en brittisk komedifilm från 1965 i regi av Gerald Thomas.

## Handling
Ett gäng bankrånare har just avtjänat ett 15-årigt straff för sitt sista rån. Nu ska de hämta bytet på £50.000 som de lyckades gömma innan de greps. Problemet är att under tiden har ett New town byggts där och gömman ligger nu på stadens polisstations innergård.

## Rollista i urval
- Sid James - George "The Great" Brain / mr Hook
- Sylvia Syms - Myrtle Robbins / mrs Hook
- Dick Emery - Frederick "Booky" Binns / dr Sinker
- Joan Sims - Mildred Gamely
- Lance Percival - Timothy "Dipper" Day / mr Line
- Jim Dale - Harold
- Deryck Guyler - polissergeanten
- Edina Ronay - Sally Gamely
- Reginald Beckwith - registerkontoristen
- Wanda Ventham - Dot Franklin